# Малютін Сергій Васильович
Сергі́й Васи́льович Малю́тін (рос. Сергей Васильевич Малютин; 4 жовтня (22 вересня) 1859, Москва, Російська імперія — 6 грудня 1937, Москва, РРФСР, СРСР) — російський і радянський художник, графік та архітектор.
Твори С. В. Малютіна представлені в колекціях найбільших російських музеїв, в тому числі в Державній Третьяковській галереї, Державному Російському музеї, ДМОМ імені О. С. Пушкіна та інших.

## Життєпис
Народився у заможній купецькій родині. У трирічному віці залишився сиротою, виховувався в родині тітки у Воронежі.

### Навчання
Навчався в комерційному училищі, згодом — на бухгалтерських курсах. Після закінчення курсів розпочав службу конторником.
У 1880 році повернувся в Москву, де влаштувався на посаду кресляра Управління Берестейської залізниці. Одночасно самостійно розпочав займатися живописом, малював численні етюди.
У 1883 році вступив до Московського училища живопису, скульптури та архітектури (МУЖСА), яке закінчив у 1886 році, отримавши звання «вільного художника». Серед його наставників були Іларіон Прянішников і Володимир Маковський, проте найбільший вплив на творчість С. В. Малютіна мав Євграф Сорокін.

### Дожовтневий період
З 1891 року викладав малюнок в Єлизаветинському інституті шляхетних дівиць у Москві, з 1893 року — в МУЖСА. У середині 1890-х років на запрошення Сави Мамонтова створював декорації для Нижньогородської і Московської приватних опер. Одним з найважливіших досягнень цього періоду творчості була робота в книжковій графіці, створення ілюстрацій до творів О. С. Пушкіна («Сказка про рибака і рибку», «Руслан і Людмила», «Пісня про Віщого Олега»).

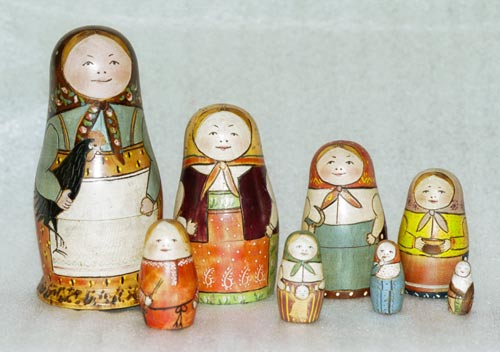
Перші російські матрьошки роботи С. Малютіна і В. Звьоздочкіна

З кінця 1890-х років займався декоративно-ужитковим мистецтвом. У 1899 році спільно з майстром-ремісником з Сергієвого Посаду створив і розписав першу російську матрьошку. У 1900—1903 роках Сергій Малютін очолював столярні майстерні «Талашкіно», займався дизайном меблів і предметів декоративно-ужиткового мистецтва.
Повернувшись до Москви у 1903 році, відновив викладання в МУЖСА. У 1909 році став керівником портретно-жанрового класу, одночасно писав портрети сучасників, створивши портретну галерею видатних діячів російського мистецтва. У 1914 році Сергію Малютіну присвоєне звання академіка.

### Радянський період
З 1918 по 1923 роки Сергій Васильович Малютін викладав у Вищих художньо-промислових майстернях. Він виступив одним з організаторів Асоціації художників революційної Росії (АХРР). Брав участь у створенні серії агітаційних плакатів «Вікна сатири РОСТА».
У 1927—1931 роках був учасником Об'єднання художників-реалістів.
Похований на Новодівочому цвинтарі в Москві.

## Галерея

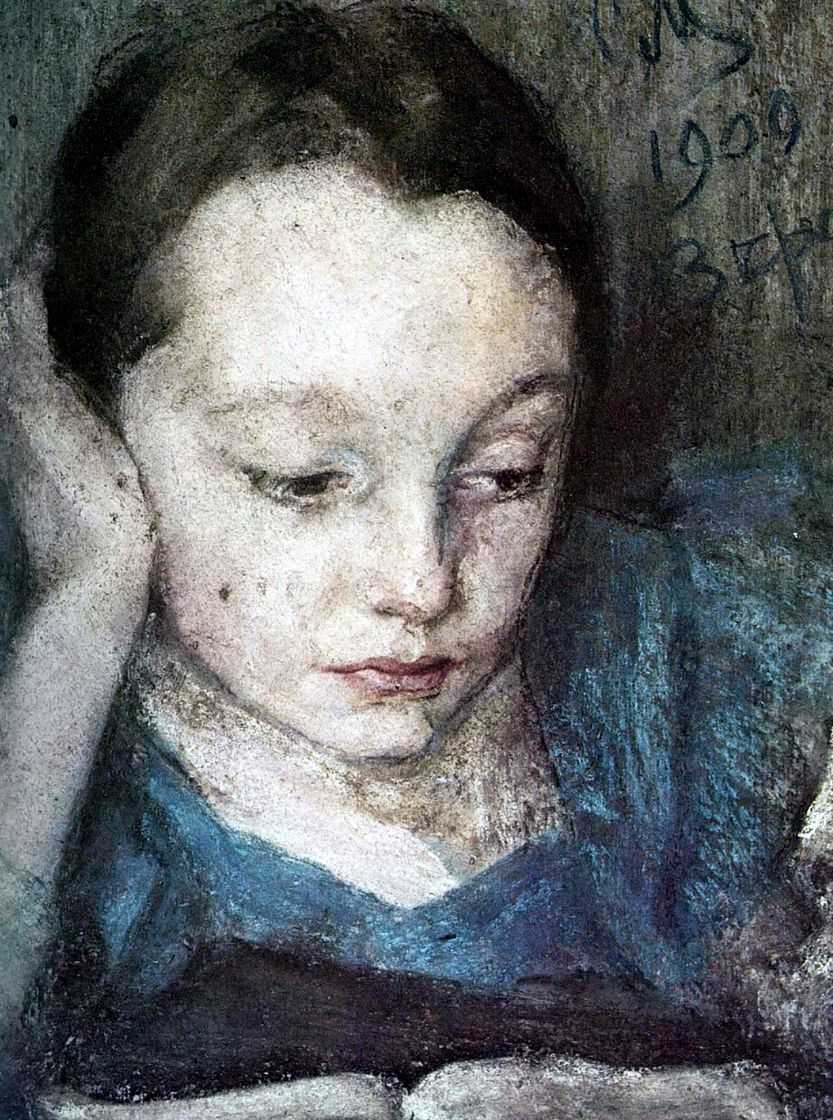
Портрет Віри Малютіної, доньки (1909).
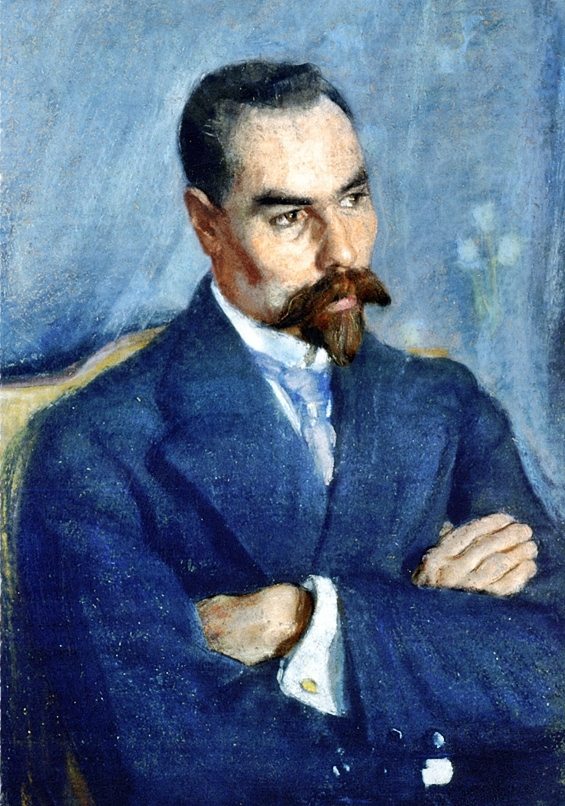
Портрет Брюсова (1913).
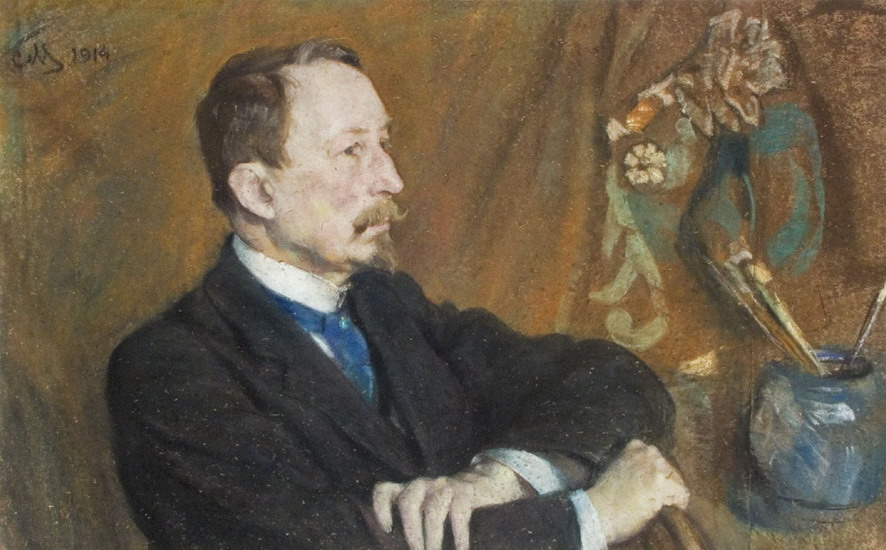
Портрет Васнєцова (1914).
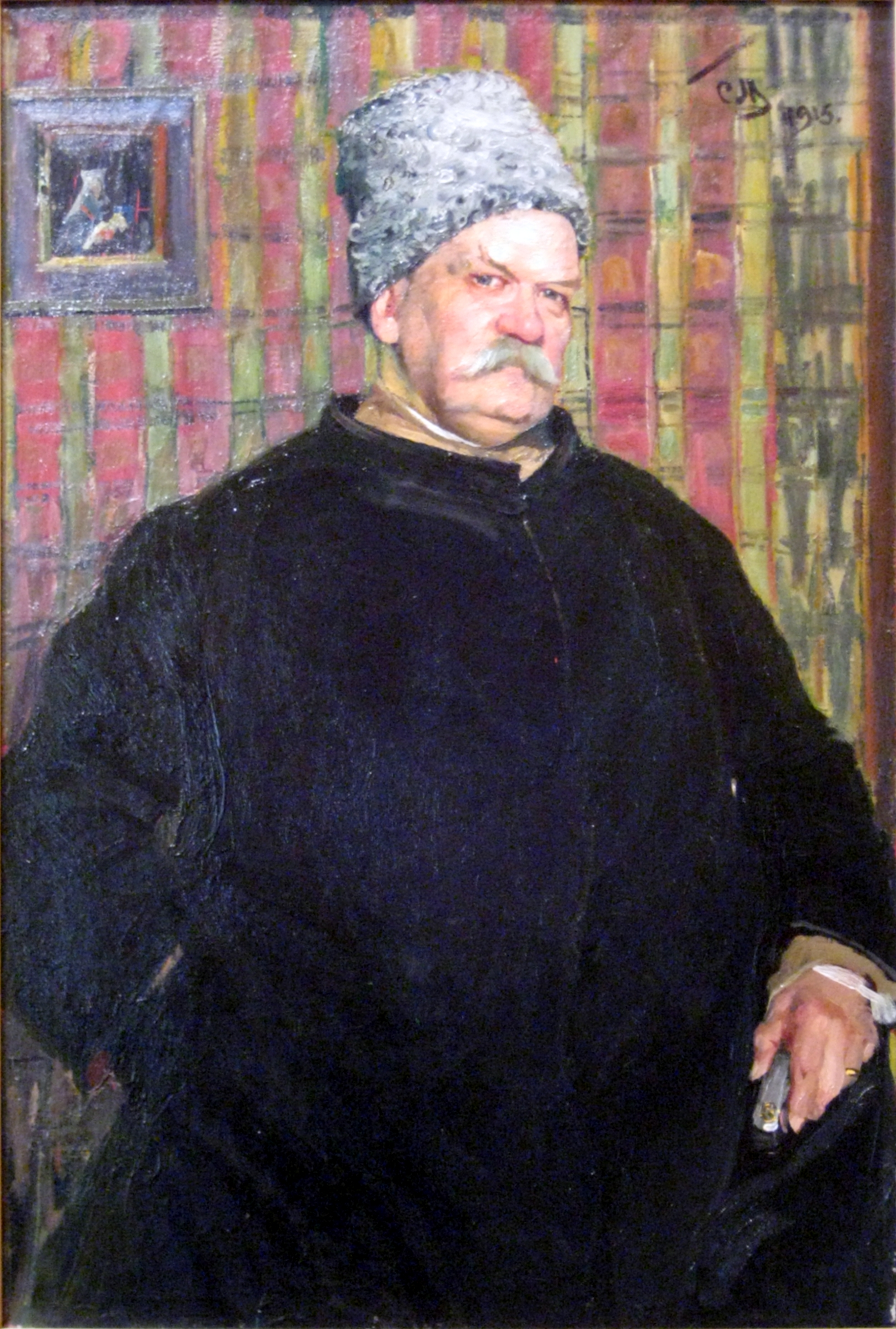
Портрет Гіляровського (1915).
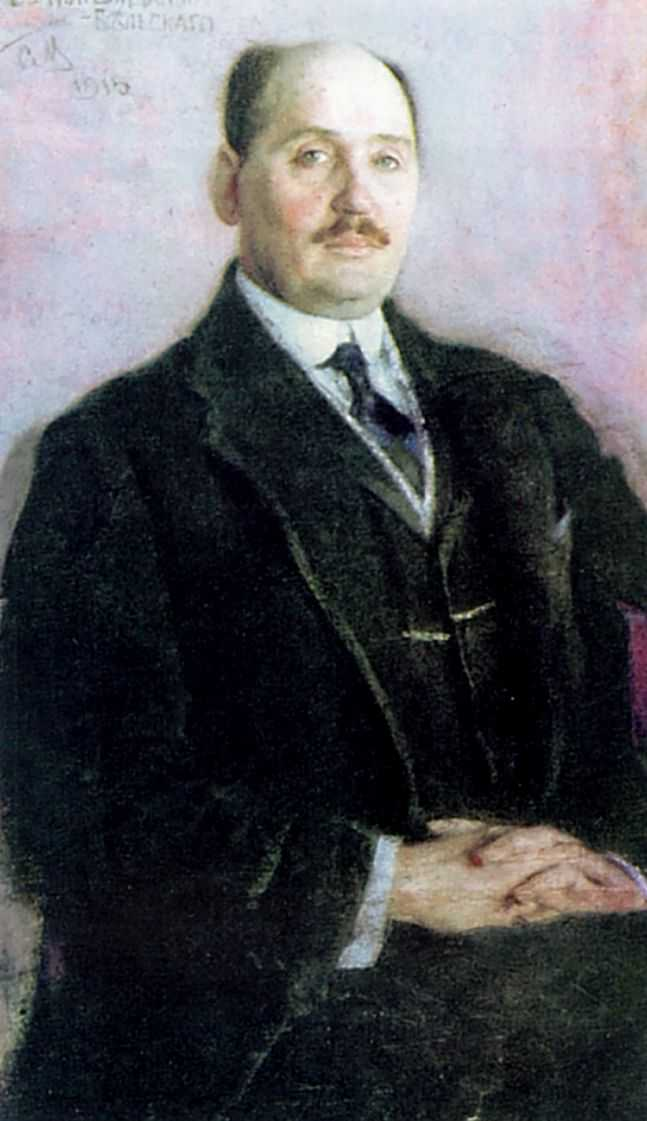
Портрет Богданова-Бельського (1915).
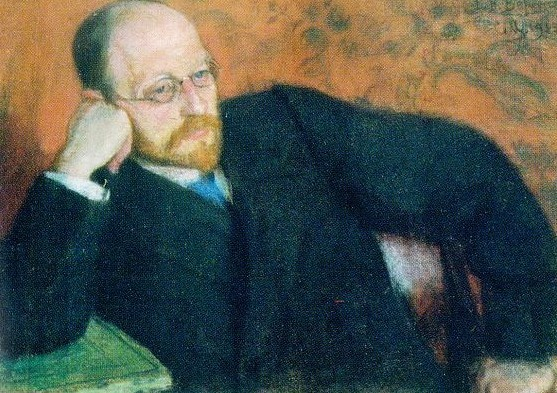
Портрет Вересаєва (1919).
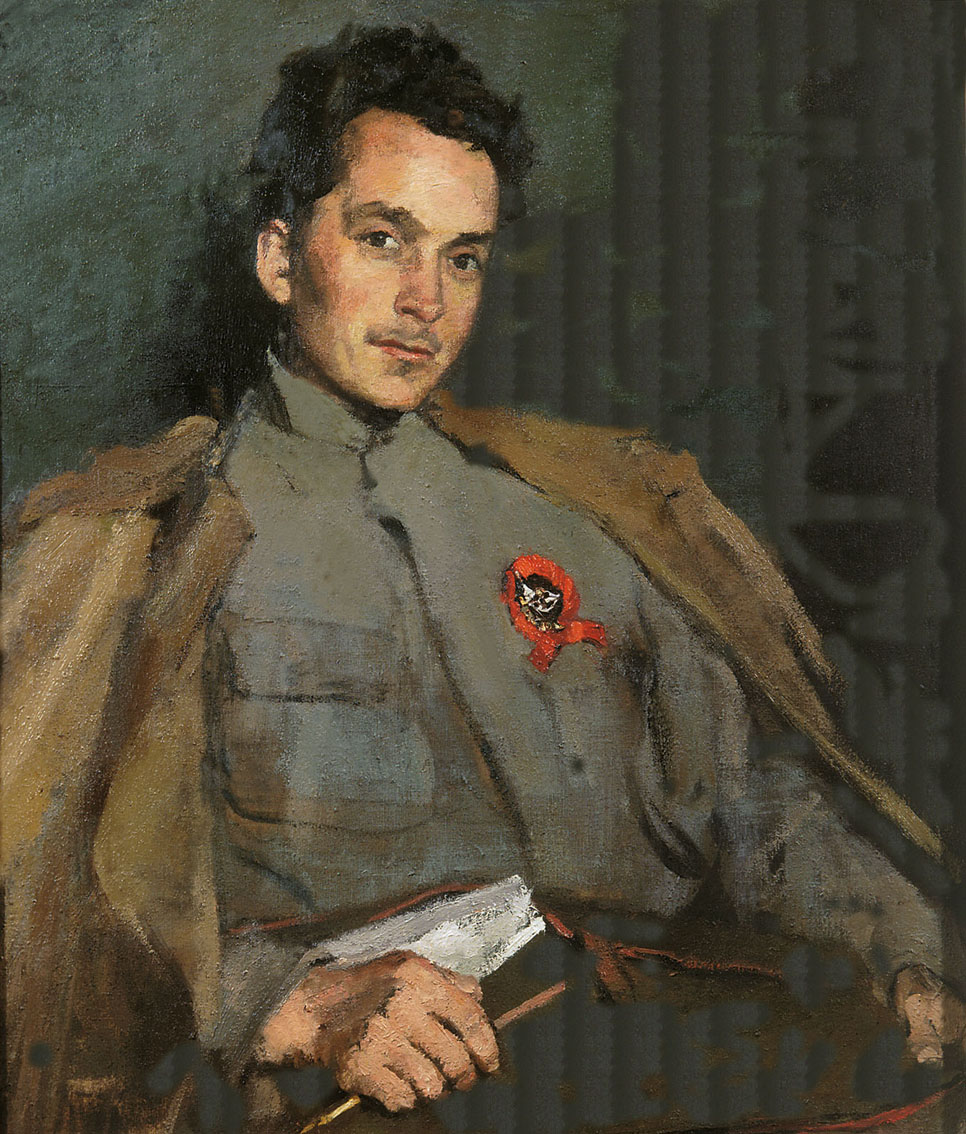
Портрет Фурманова (1922).
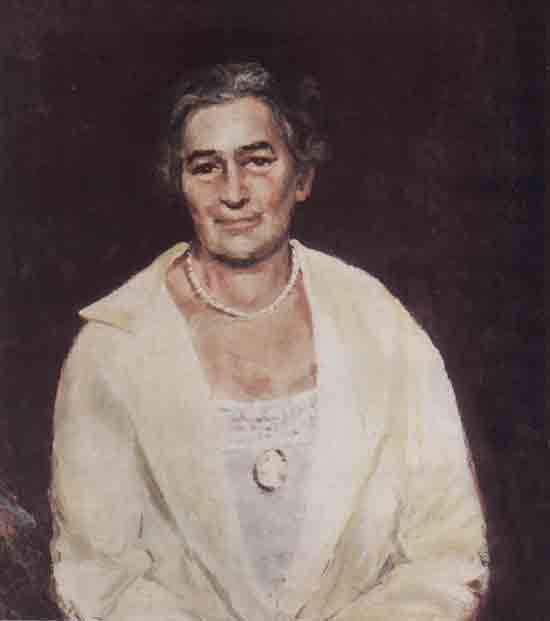
Портрет Кніппер-Чехової (1925).